# Linfux

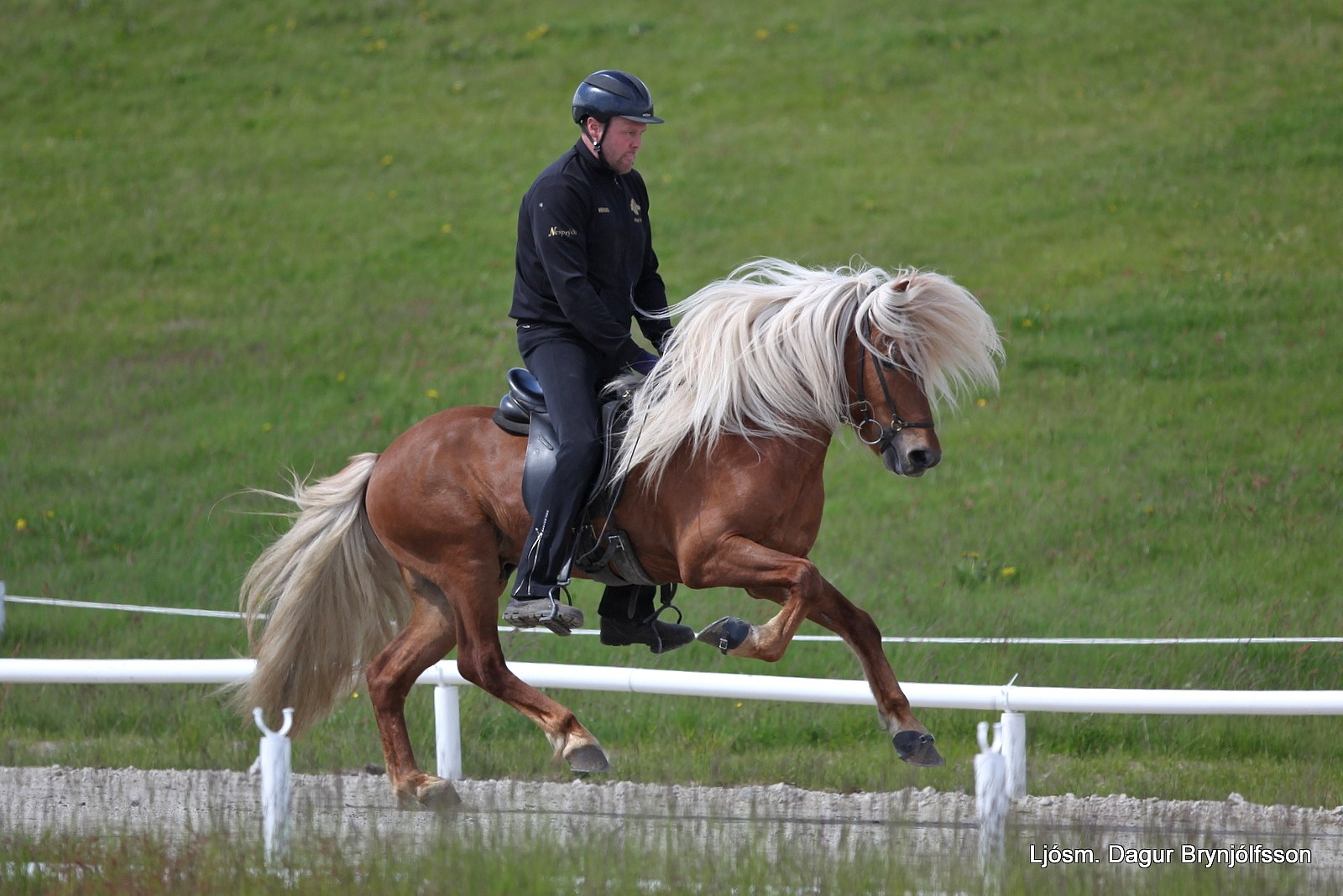
Ett islandshäst med brunröd kropp och helt vit man och svans.

Linfux är en beteckning på en fux (rödbrun häst) med ljus man och svans. "Lin" härledas till den lingula färgen som genen ger upphov till. Man och svans kan variera i ton från mörkt råg till nästan helt vitt. 
Haflingerhästen från Österrike är bland annat känd för att alltid vara fux med flax, även om färgen finns hos många andra raser. Linanlaget förväxlas ofta med isabell, men färgerna har i verkligheten ingen koppling med varandra. 

## Genetik

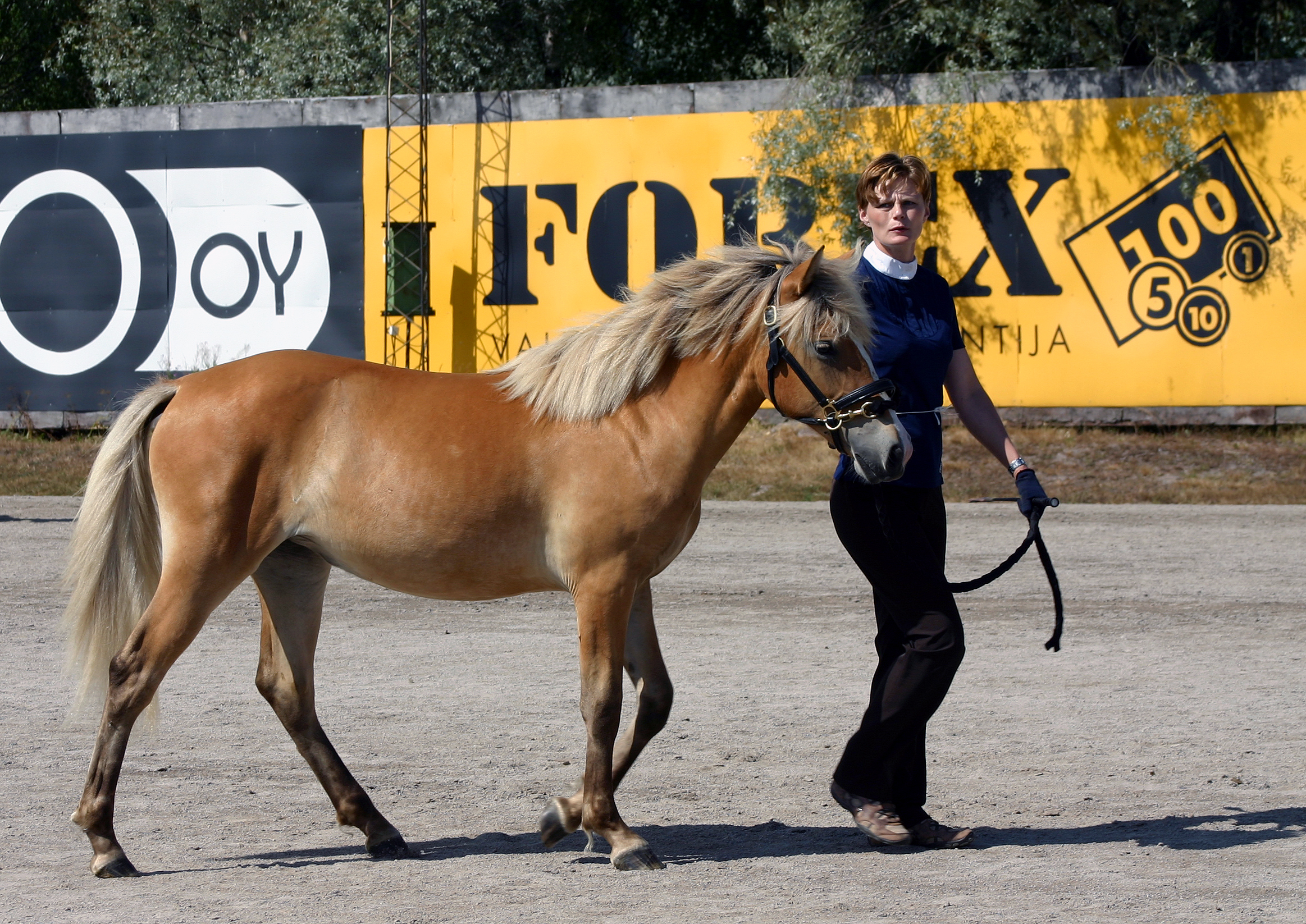
Ett finskt kallblods föl med ljus man och svans och ljust rödbrun kropp. De gråa benen avslöjar att hon egentligen är silverbrun.

Linanlaget hos hästarna orsakas av genen F. Denna gen är recessiv och måste finnas i dubbel uppsättning för att synas. Den syns dessutom bara på fuxar, då eumelaninet (E) på bruna och rappa hästar döljer dess effekt. Lingenen ger nämligen fuxen ljus man och svans. Men eftersom både fuxgenen och lingenen är recessiva kan inga andra dolda färger finnas med bland generna och avkomman får alltid samma färg. Därför är det lättare att avla fram denna specifika färg hos raser som hos till exempel Haflingern.
Isabellfärgade hästar får en liknande, men dock ljusare gulbrun färg och nästan vit man men isabellfärgen orsakas istället av en enkel uppsättning av gulgenen hos fuxar.
Silverfärgade hästar kan också likna linfuxar, dock kan man skilja silverbruna hästar från linfuxar på grund av de förras mörka eller grå ben, och från silverrappa hästar på grund av de senares väldigt mörka eller grå kropp.